# Olayinka Olajide
Olayinka Olajide (née le 28 octobre 2002) est une athlète nigériane, spécialiste des épreuves de sprint.

## Biographie
En 2024, elle remporte trois médailles lors des Jeux africains d' Accra au Ghana : le bronze sur 100 m, l'argent sur 200 m (record personnel à 23 s 18) et l'or au titre du relais 4 × 100 m.

## Palmarès
| Date | Compétition            | Lieu   | Résultat | Épreuve   | Marque  |
| ---- | ---------------------- | ------ | -------- | --------- | ------- |
| 2024 | Jeux africains         | Accra  | 3e       | 100 m     | 11 s 55 |
| 2024 | Jeux africains         | Accra  | 2e       | 200 m     | 23 s 18 |
| 2024 | Jeux africains         | Accra  | 1re      | 4 × 100 m | 43 s 05 |
| 2024 | Championnats d'Afrique | Douala | 1re      | 4 × 100 m | 43 s 01 |
| 2024 | Championnats d'Afrique | Douala | 7e       | 100 m     | 11 s 55 |

## Records
| Épreuve | Marque  | Lieu  | Date            |
| ------- | ------- | ----- | --------------- |
| 100 m   | 11 s 19 | Asaba | 18 février 2024 |
| 200 m   | 23 s 16 | Accra | 5 juin 2024     |